# Kálosa
Kálosa (szlovákul: Kaloša) község Szlovákiában, a Besztercebányai kerületben, a Rimaszombati járásban. Alsó- és Felsőkálosa közös közigazgatási egysége.

## Fekvése
Tornaljától 10 km-re, nyugatra fekszik.

## Története
Területén a korai bronzkorban a pilinyi kultúra települése állt. Később a hallstatti kultúra települése, majd a római korban barbár település állt ezen ahelyen.
A mai települést 1247-ben "Calysa"-ként említik először, amikor a tatárjárást követően IV. Béla király várnépeknek adja. 1410-ben "Kalsa", 1427-ben "Kalosa" néven szerepel. 1458-ban már két falu: "Also Kalosa" és "Felsew Kalosa".
Alsókalosa a 15. században a Korláti család birtoka. 1683-ban a lengyel-litván hadak elpusztították. 1828-ban Alsókálosának 53 háza és 453 lakosa volt. Lakói mezőgazdasággal foglalkoztak.
Felsőkalosa a 15. században keletkezett az akkori Kalosa, a későbbi Alsókalosa határában. A 16. században a Lórántffy család birtoka. 1683-ban ezt is elpusztította a lengyel-litván sereg. 1773-ban 12 család lakta. 1828-ban 17 háza és 140 lakosa volt, aki mezőgazdasággal foglalkoztak.
Vályi András szerint: „KALOSA. Alsó, Felső Kalosa. Két magyar faluk Gömör Várm. földes Urai Dráskóczy, és több Uraságok, lakosai katolikusok, és reformátusok, 273fekszenek Gömörhöz 3/4 mértföldnyire, földgyeik jó gabonát termők, piatzozások két, ’s három mértföldnyire, legelőjök van elég, ’s mind a’ két féle fájok is, malmok a’ szomszédságokban."
Fényes Elek geográfiai szótárában: „Kálosa (Alsó-), magyar falu, Gömör vmegyében, a Dapsi puszta és Mihályfalva helység szomszédságában a Vály völgyén fekszik. Ékesíti ezen helységet Draskóczi Sámuel ur kastélya s nagy kiterjedésü kerte, ugy a Hevessi uraknak uri lakhelyük, ezek, s ugy a reformatusok temploma dombon van épülve. Számlál ezen helység 480 lelket, kik közül 460 reform., 5 r. kath., 15 evang., s mindnyájan magyar ajkuak. Van az egész helységben 13 4/8 urbéri, 12 3/8 allodialis házhely, 10 urbéri s 6 majorsági zsellér. Könnyü munkáju szántóföldje dombokból áll, mind a mellett buzát, gabonát s egyebeket igen jól megterem, rétje elegendő szénát ád s jót, ha a Vály völgyéről a helység rétjén lefolyó patak el nem önti. Az egész helységet Draskóczi és Hevessiek birják. Ut. p. Tornalja. Kálosa (Felső-), magyar falu, Gömör vmegyében, felülről Mihályfalvával, alulról Alsó-Kálosával határos, völgyben fekszik. A lakosok száma 108-ra megy, mindnyájan magyarok s reformatusok. Van benne 5 urbéri és 4 6/8 majorsági telek, 2 zsellér, legelő 82 holdat tesz, az egész helység tagositott. Szántófölde, mind a mellett hogy hegyes, könnyü munkáju, megterem mindent. F. u. Draskóczi Sámuel. Ut. p. Tornalja."
A trianoni békeszerződésig területe Gömör-Kishont vármegye Tornaljai járásához tartozott. 1938 és 1945 között mindkét település visszakerült Magyarországhoz.
Alsó- és Felsőkálosát 1961-ben egyesítették.

## Népessége
| Év:            | 1994. | 2004.    | 2014.    | 2024.   |
| -------------- | ----- | -------- | -------- | ------- |
| Emberek száma: | 610   | 683      | 776      | 815     |
| Eltérés:       |       | +11,96 % | +13,61 % | +5,02 % |

| Év:            | 2023. | 2024.   |
| -------------- | ----- | ------- |
| Emberek száma: | 812   | 815     |
| Eltérés:       |       | +0,36 % |

1910-ben Alsókálosát 471-en, Felsőkálosát 118-an, túlnyomórészt magyarok lakták.
2001-ben 641 lakosából 497 magyar, 97 szlovák és 42 cigány.
2011-ben 735 lakosából 484 magyar, 103 szlovák és 97 cigány.

## Híres emberek
- Itt született Perjési László lapszerkesztő, főként történeti műveket írt.

## Nevezetességei
- Alsókálosa református temploma 1889-ben épült.
- A településen két 19. századi klasszicista kúria található.
- Klasszicista kastélya a 19. század elején épült. Tulajdonosai a Draskóczy, Hámos és Klein családok voltak. 1939 óta községi tulajdon, melyet oktatási célokra alakítottak át. Ma iskola működik benne.

## Képtár

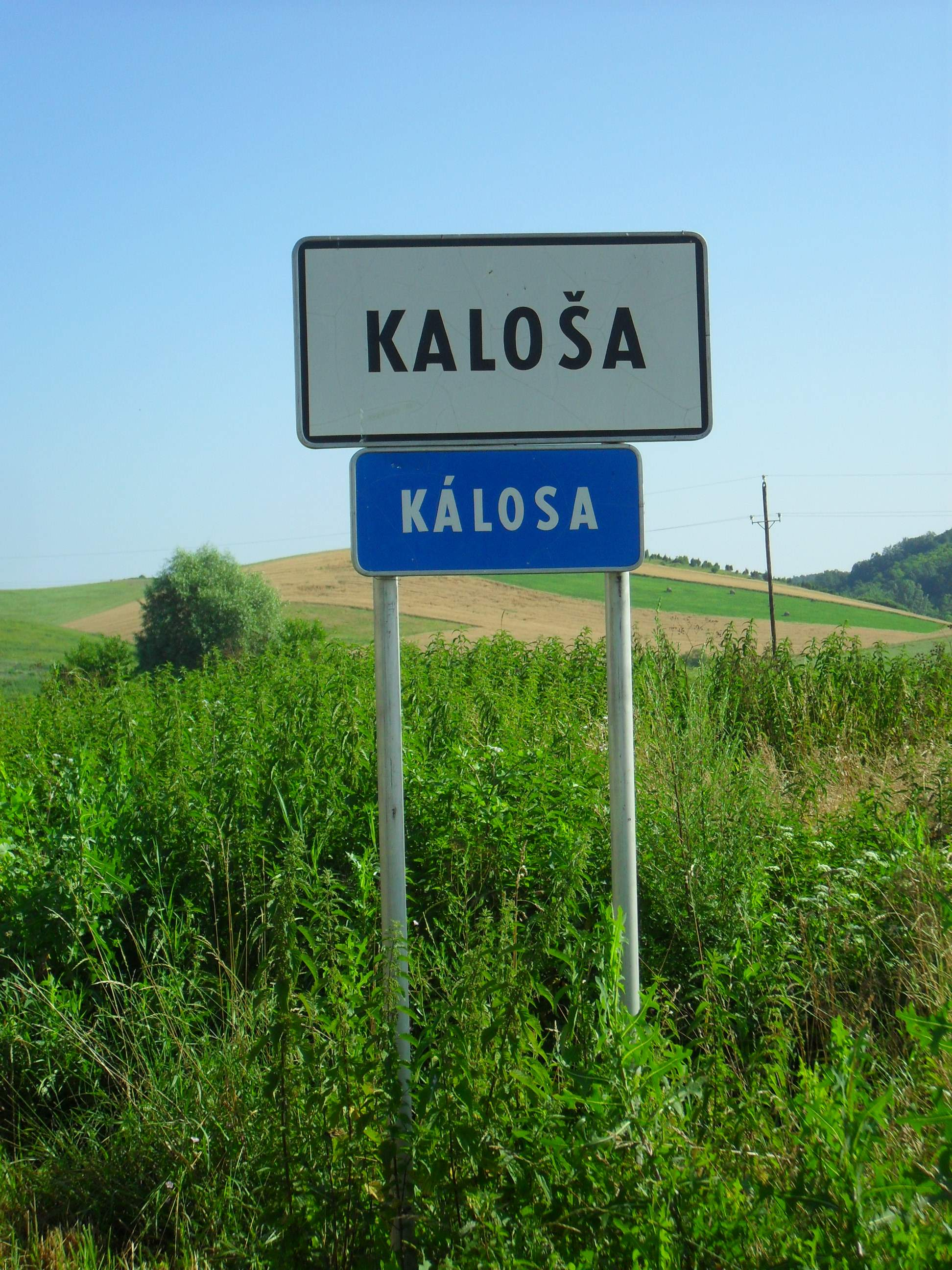
Kétnyelvű helységnévtábla
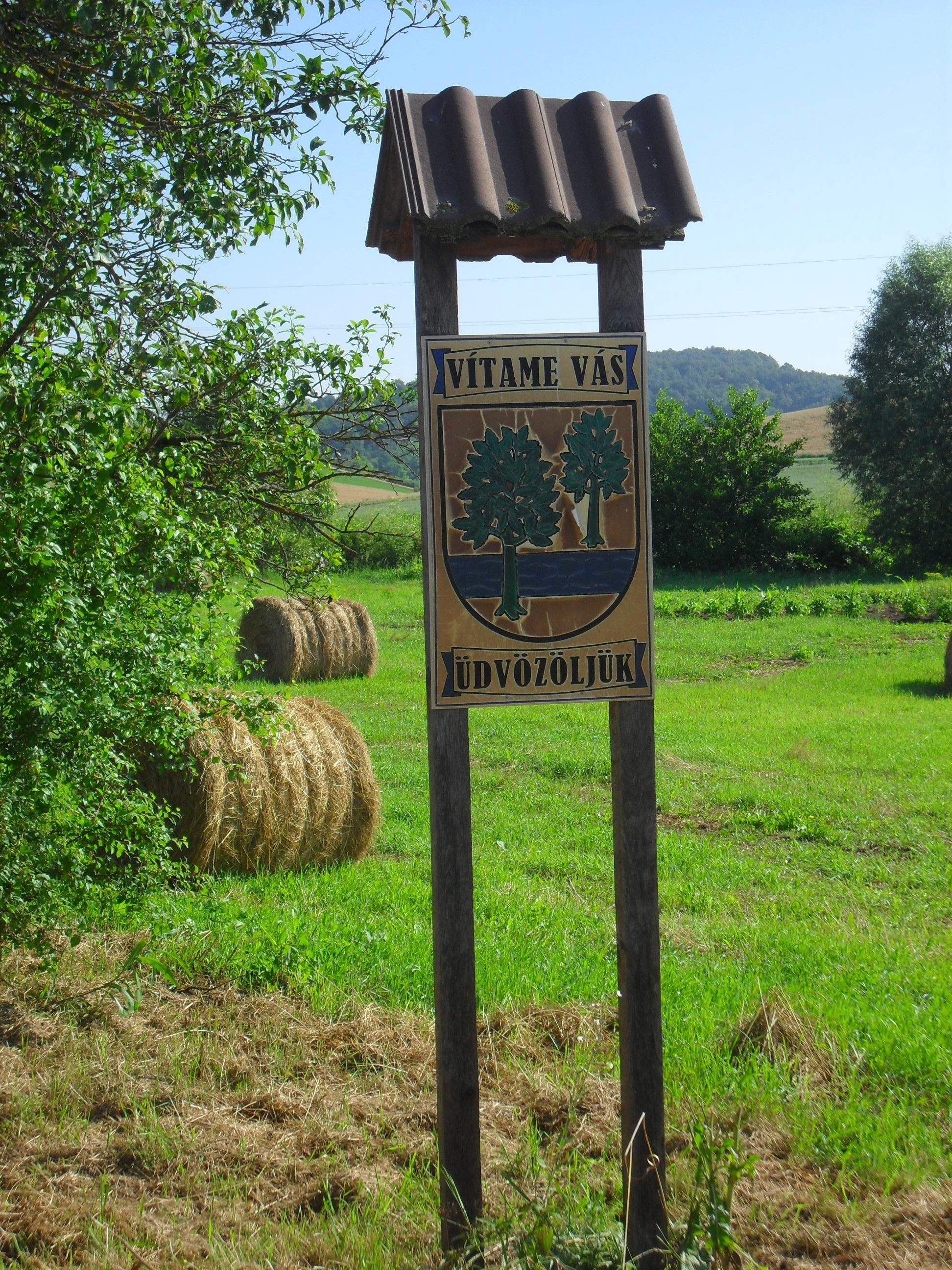
Címeres üdvözlőtábla
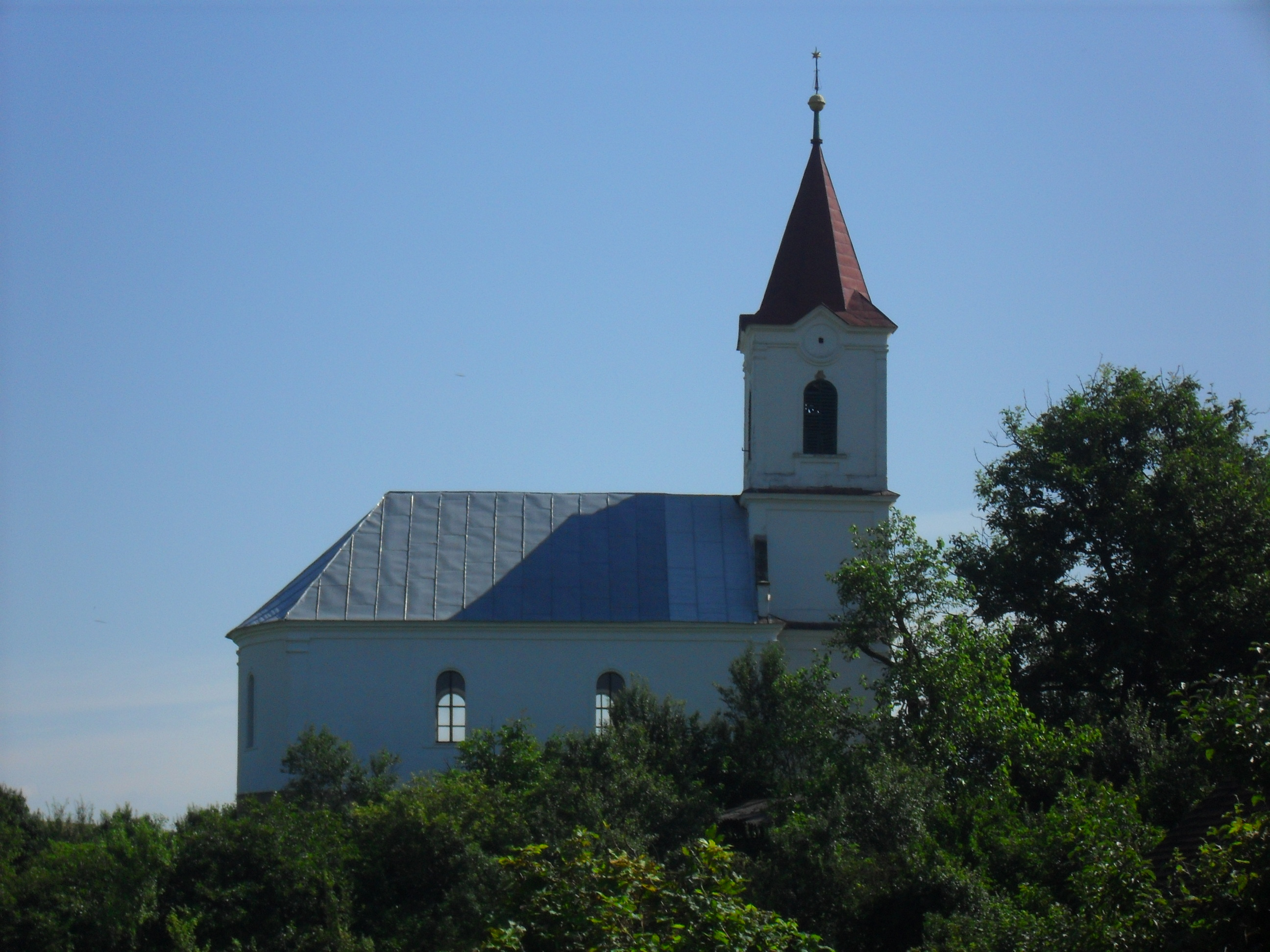
Református templom
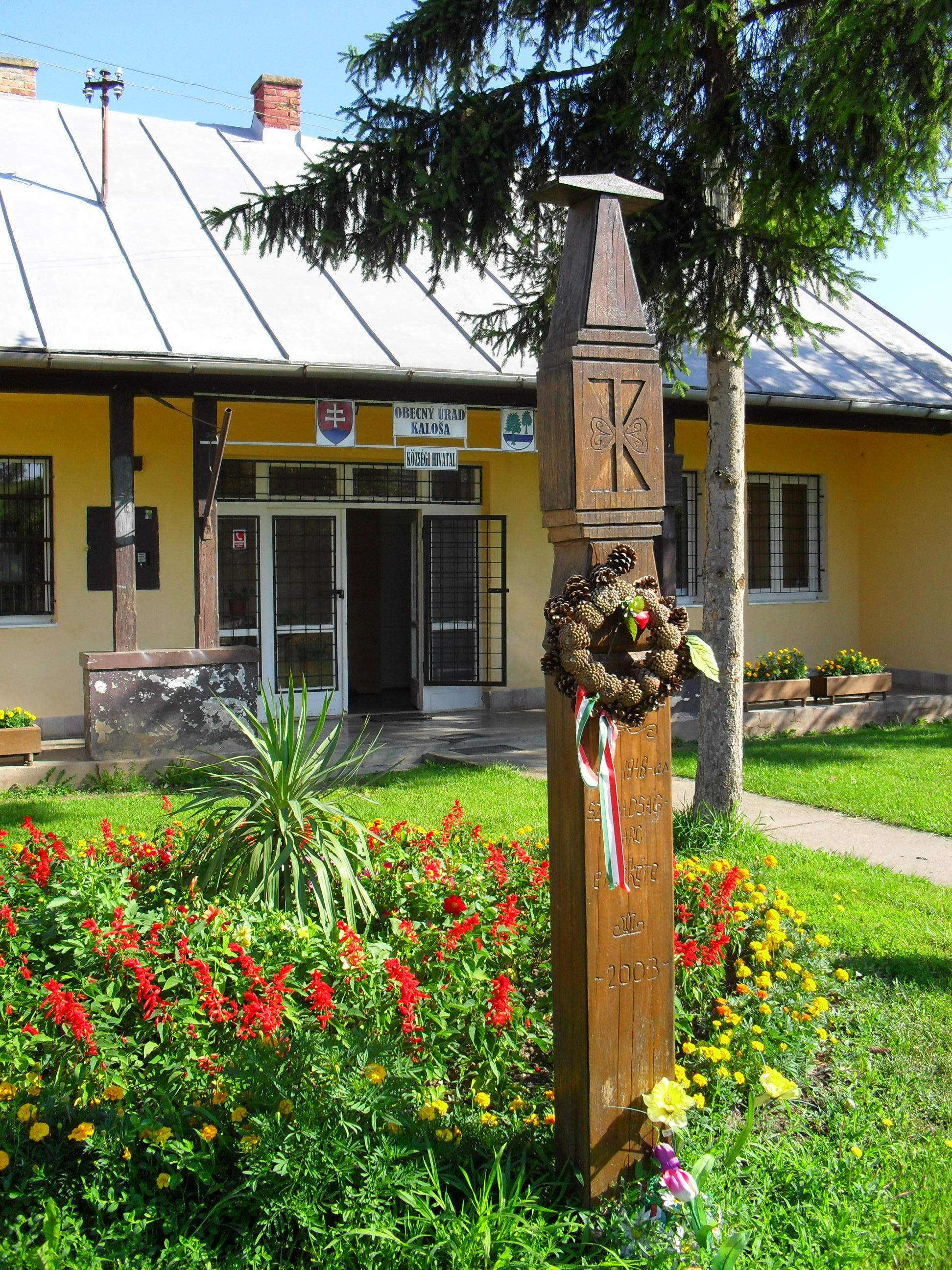
1848-as emlékkopjafa
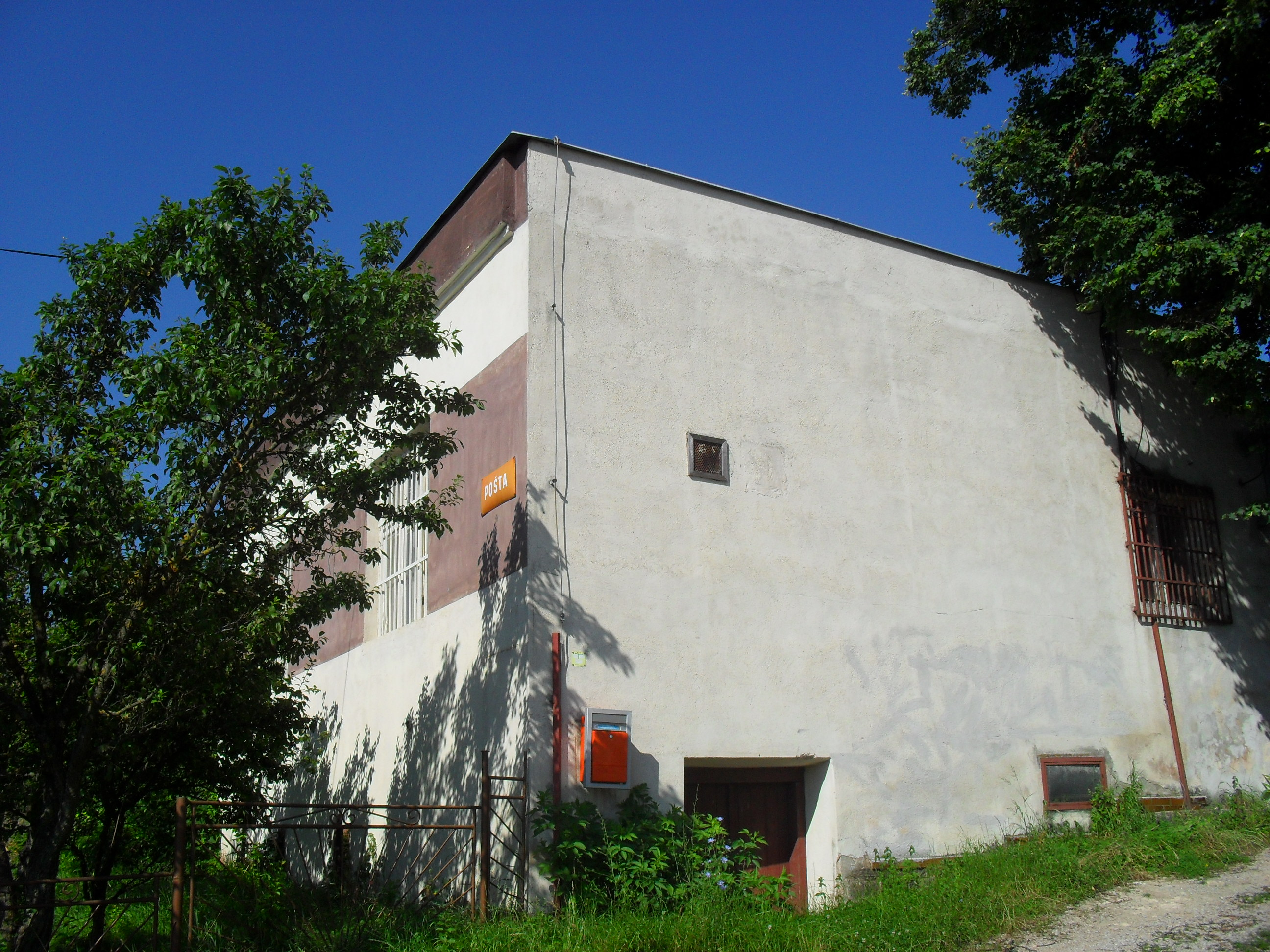
Posta
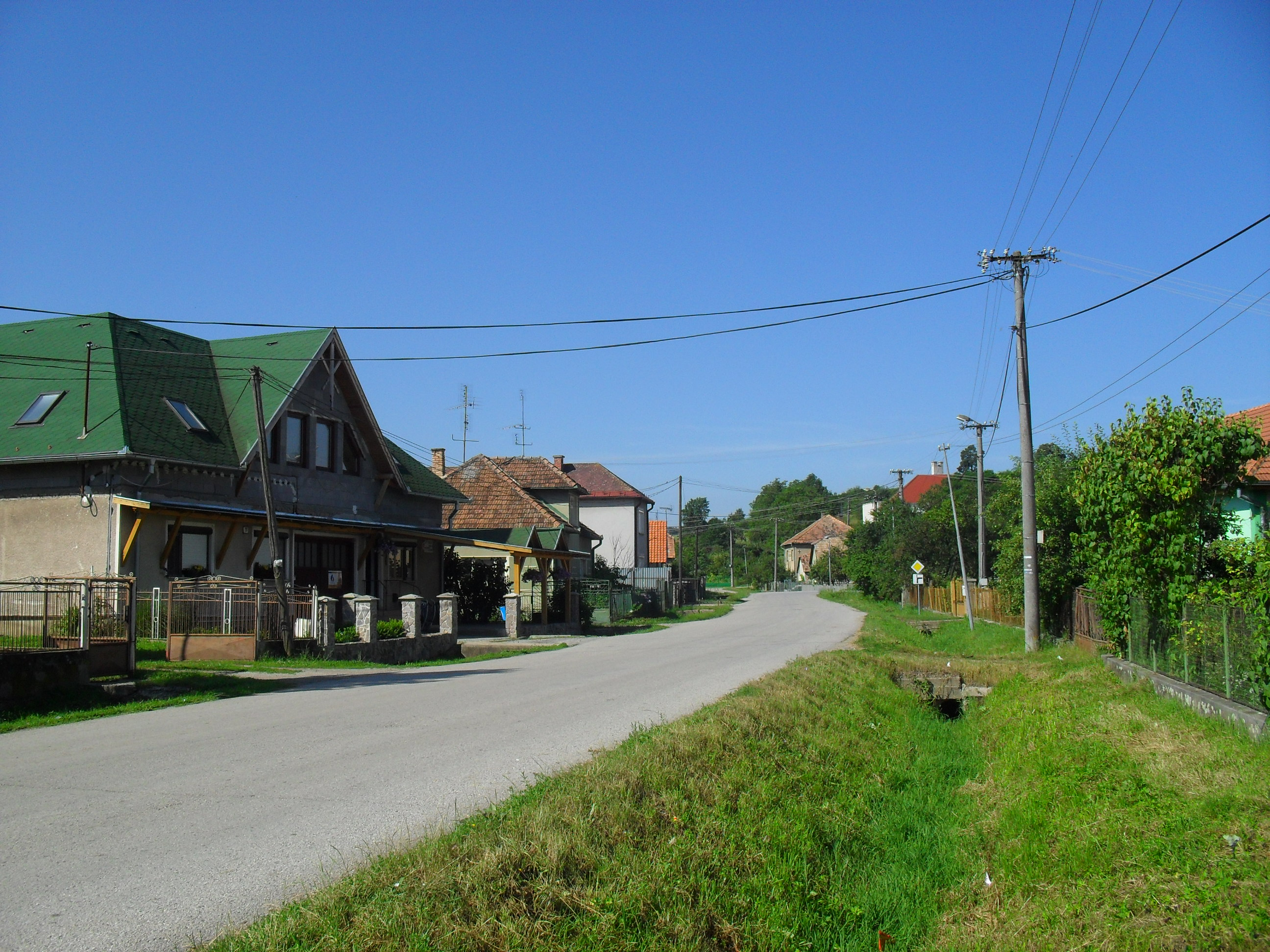
Utcakép (Alsókálosa)
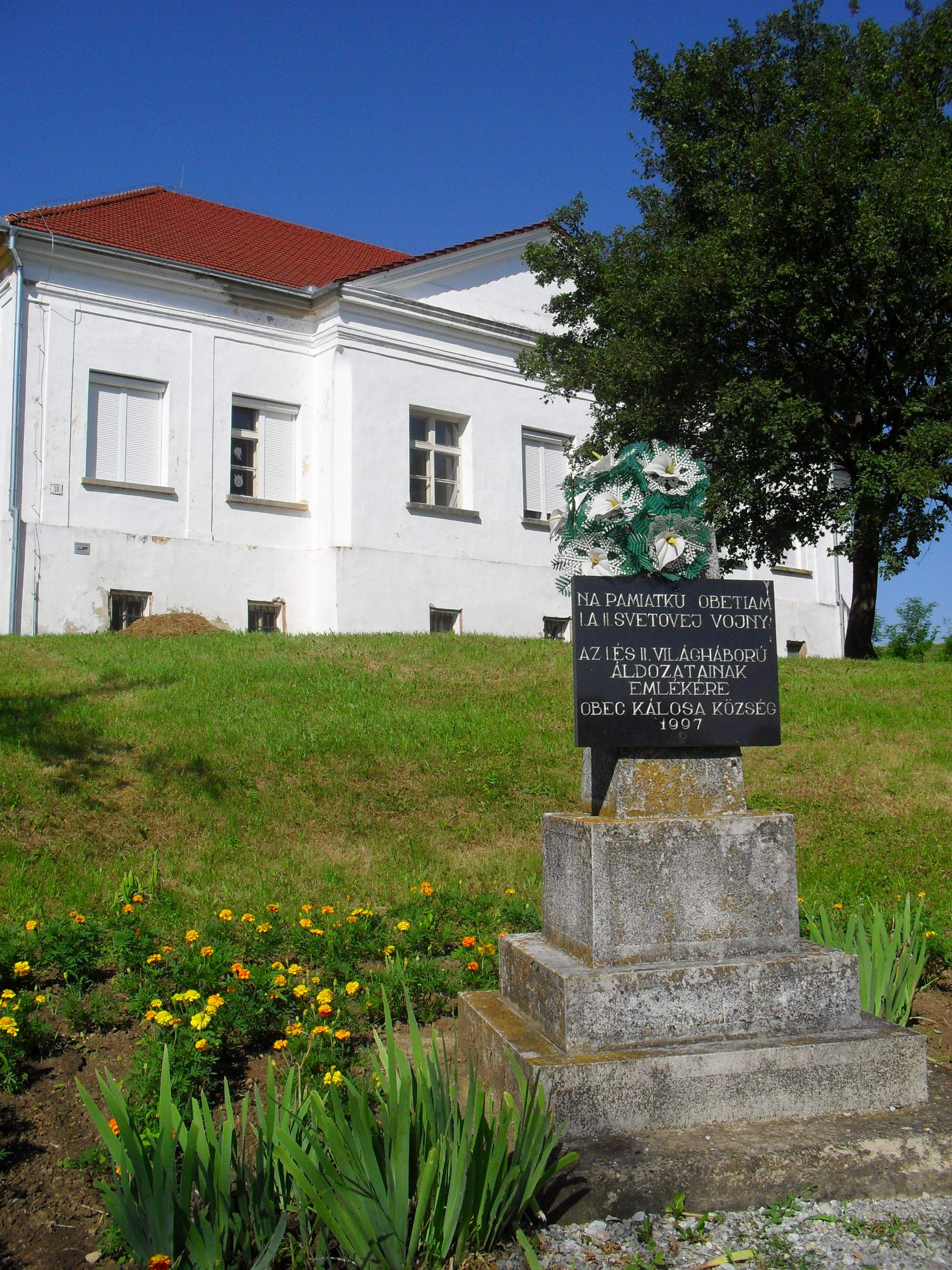
Világháborús emlékmű
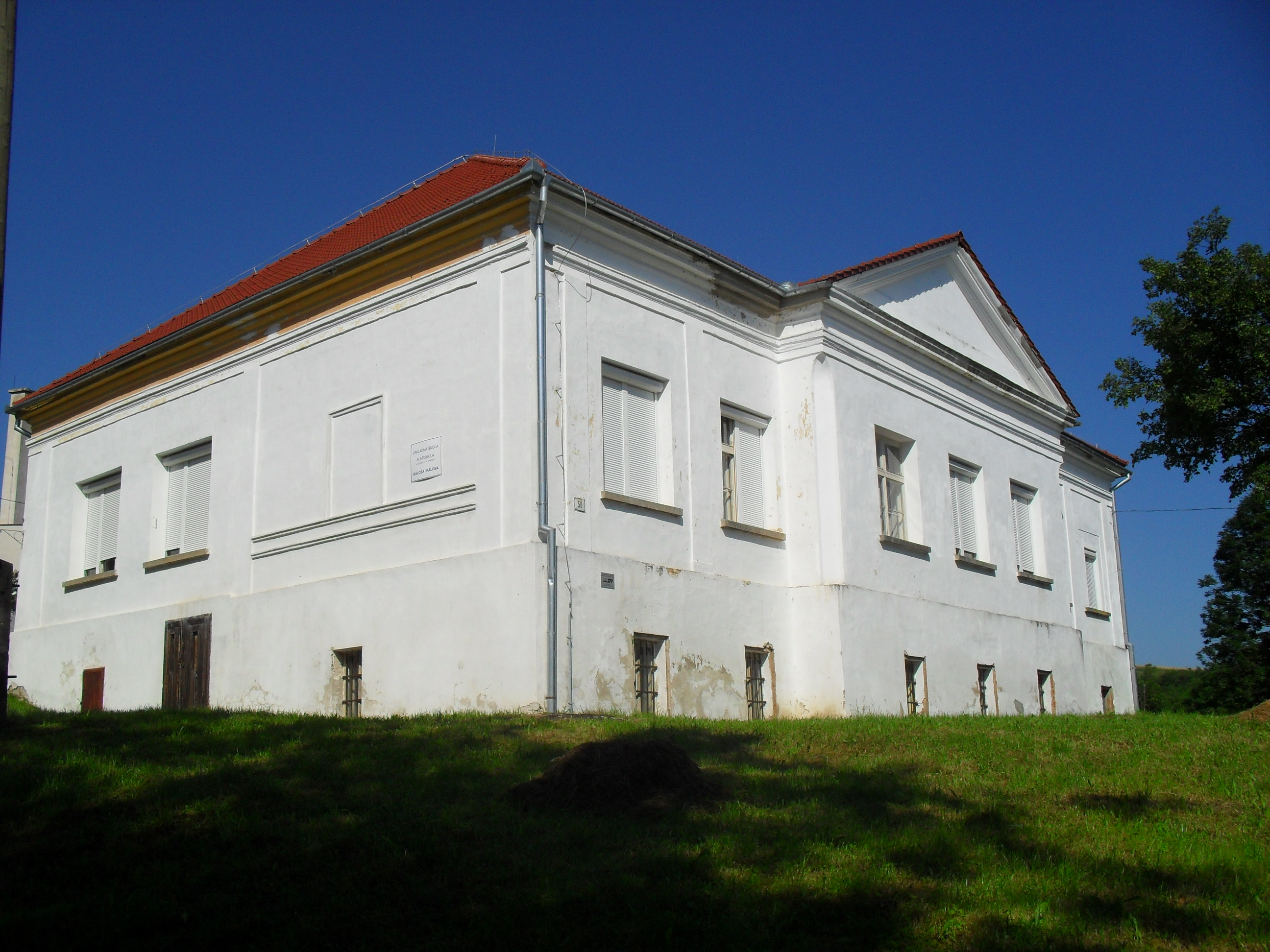
Kastély (ma alapiskola)
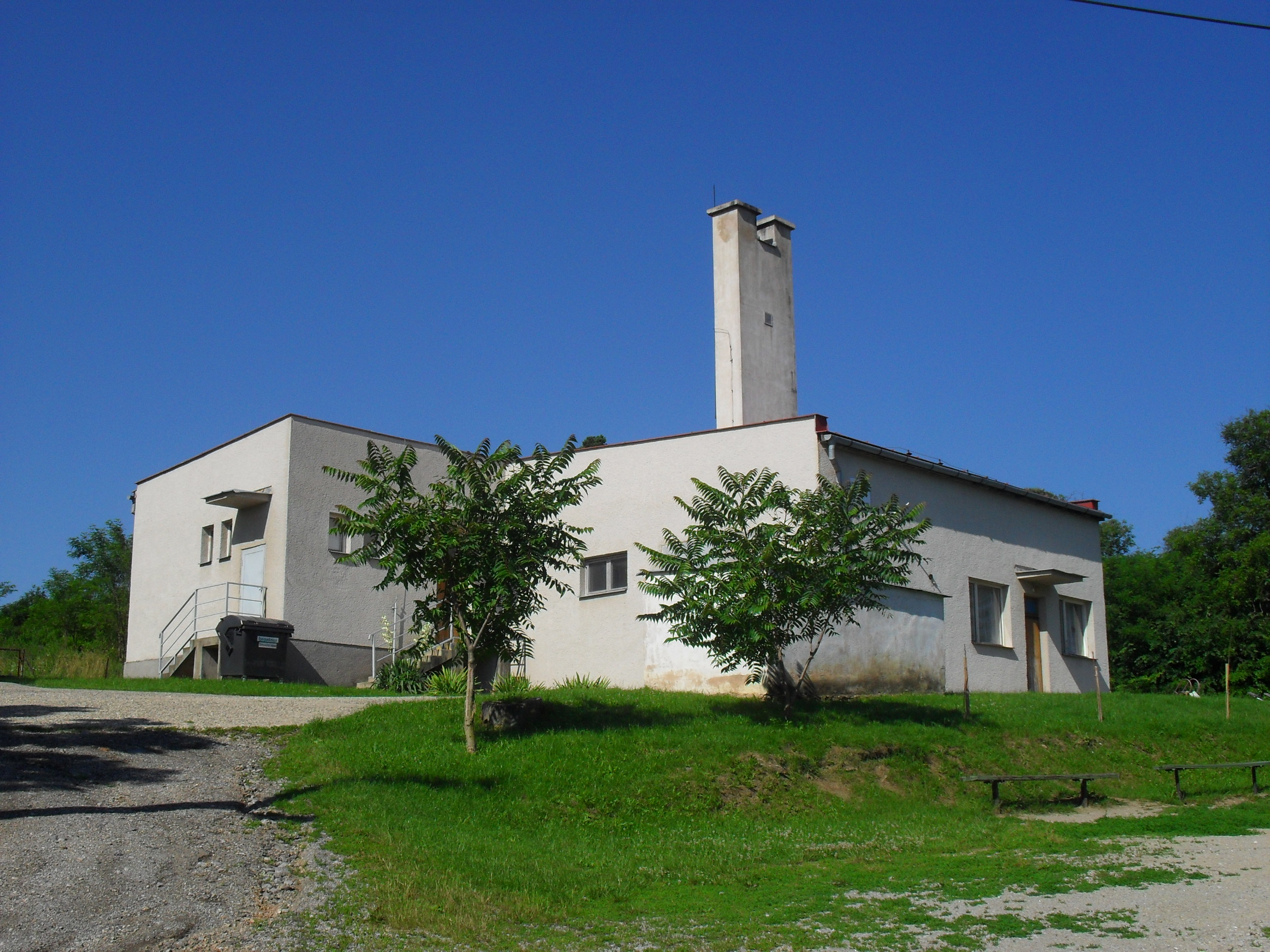
Óvoda
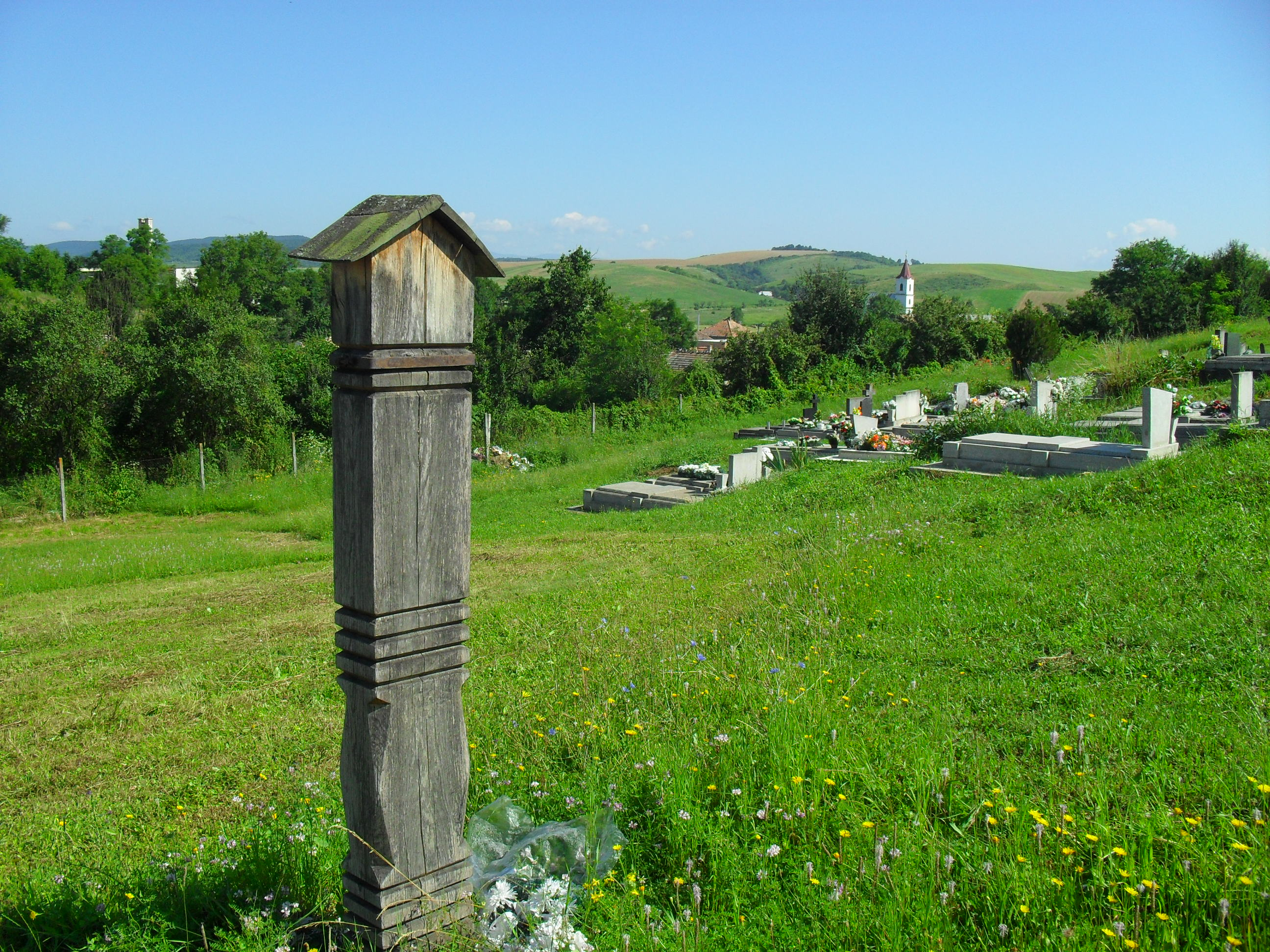
Temető
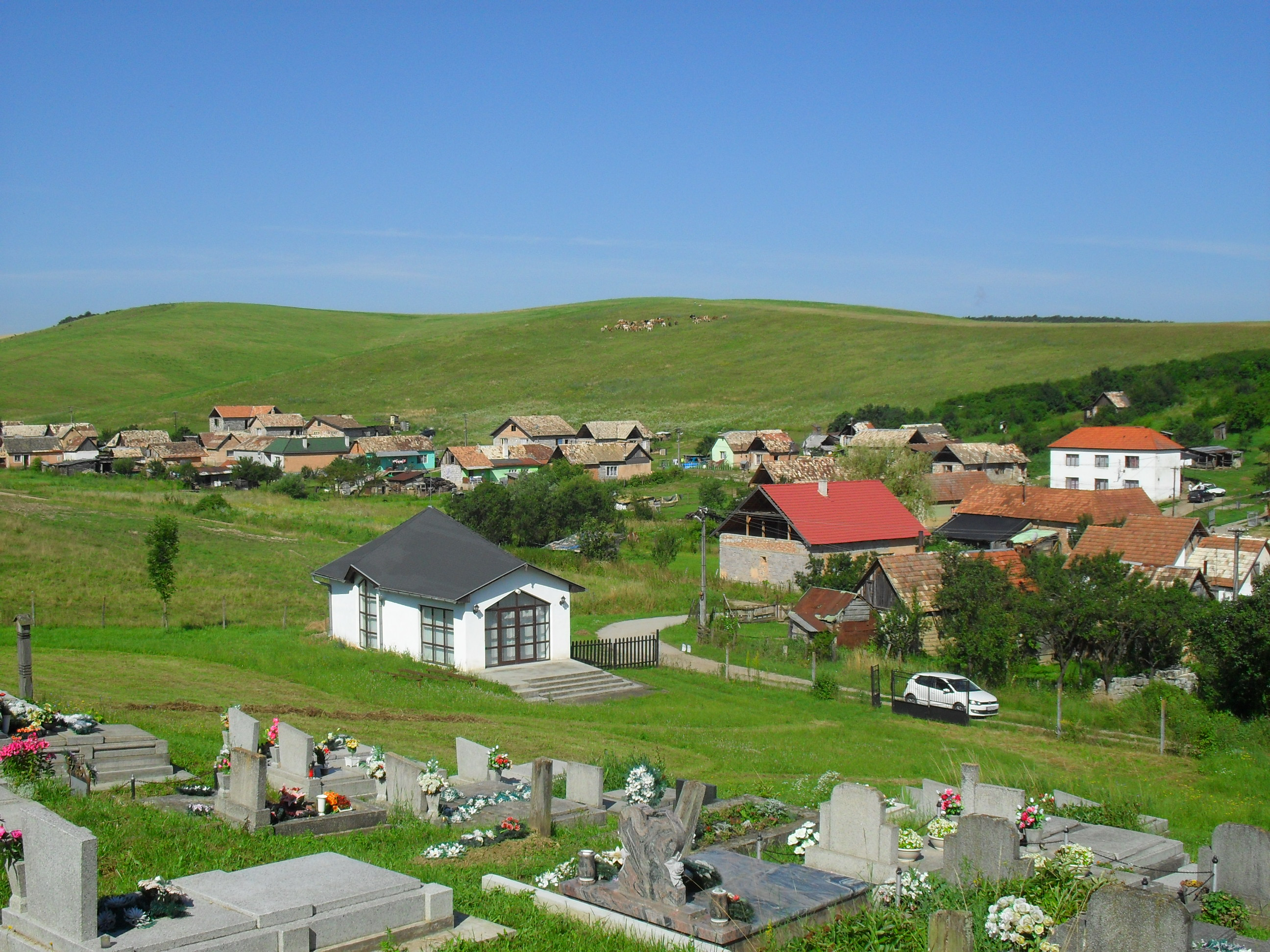
Kilátás a temetődombról
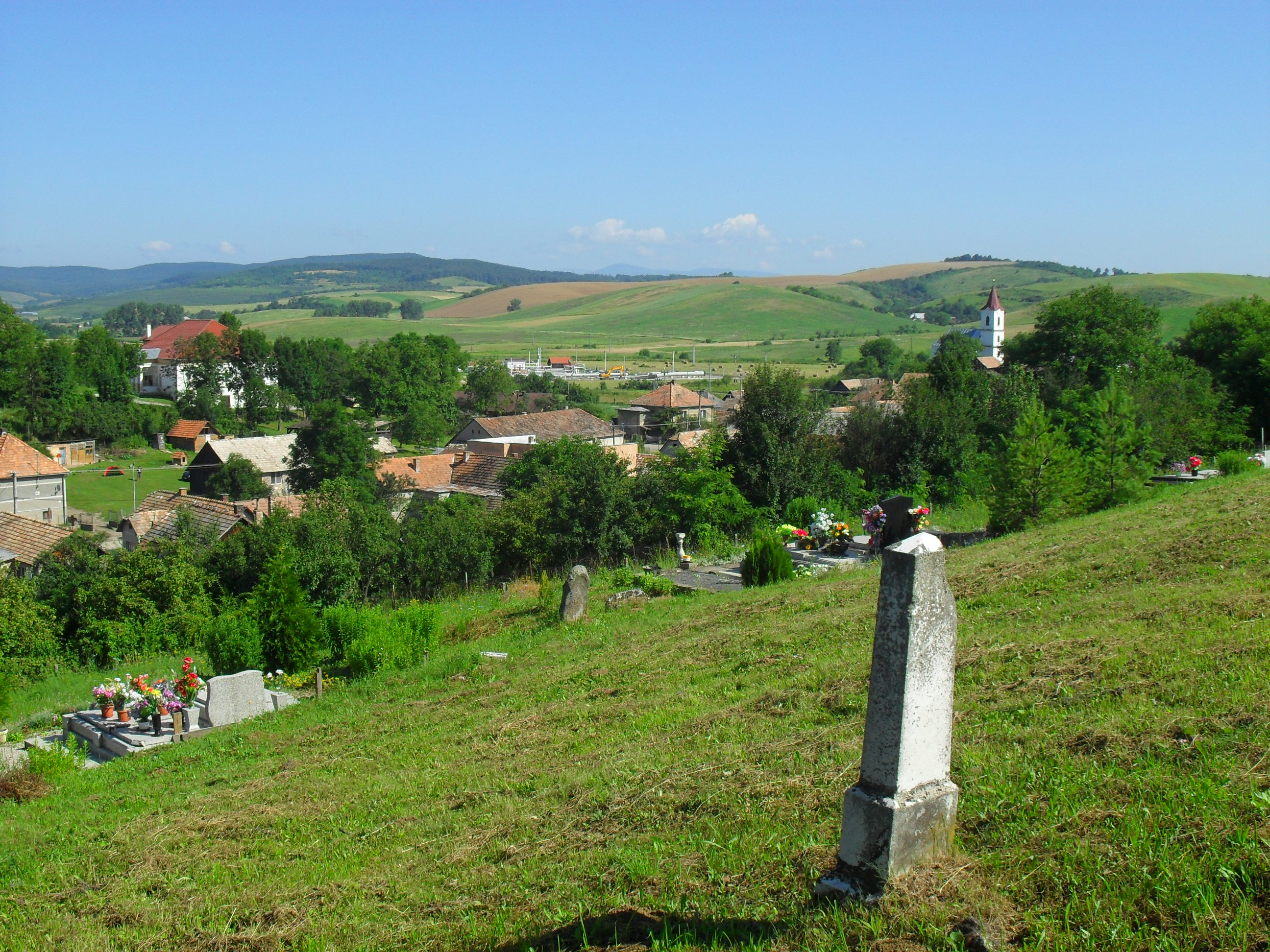
Alsókálosa látképe a temetődombról
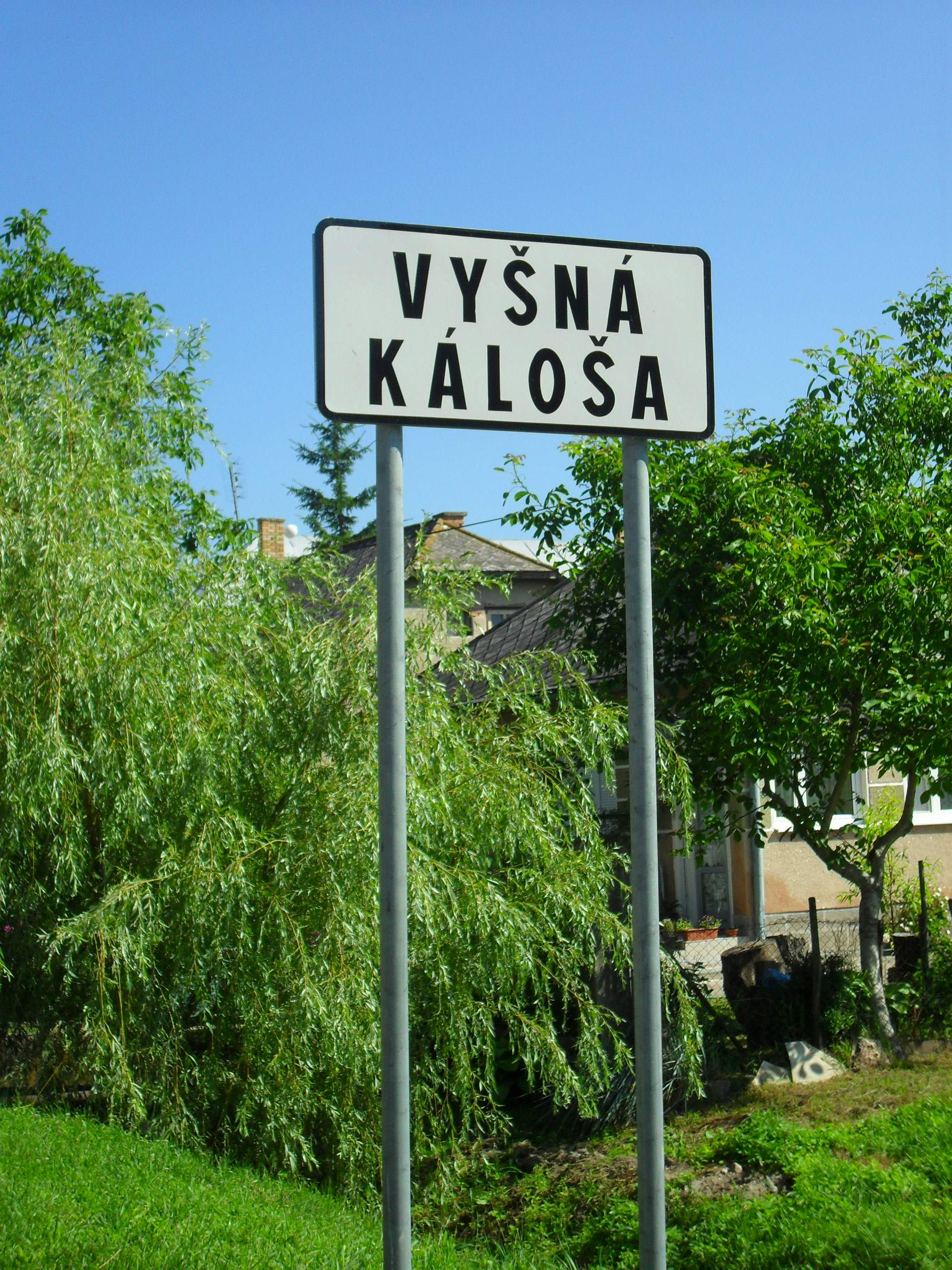
Felsőkálosa - helységnévtábla
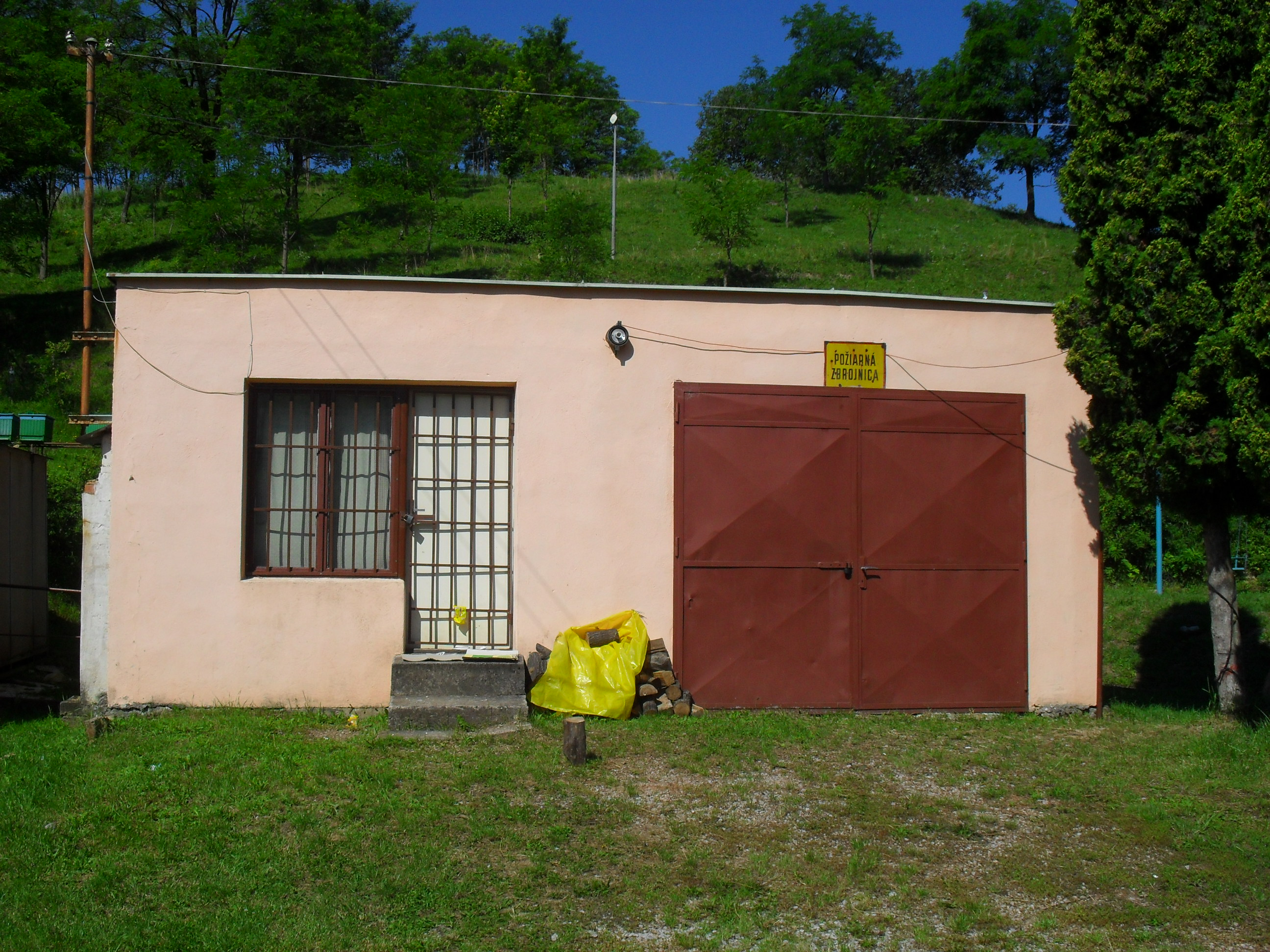
Tűzoltószertár
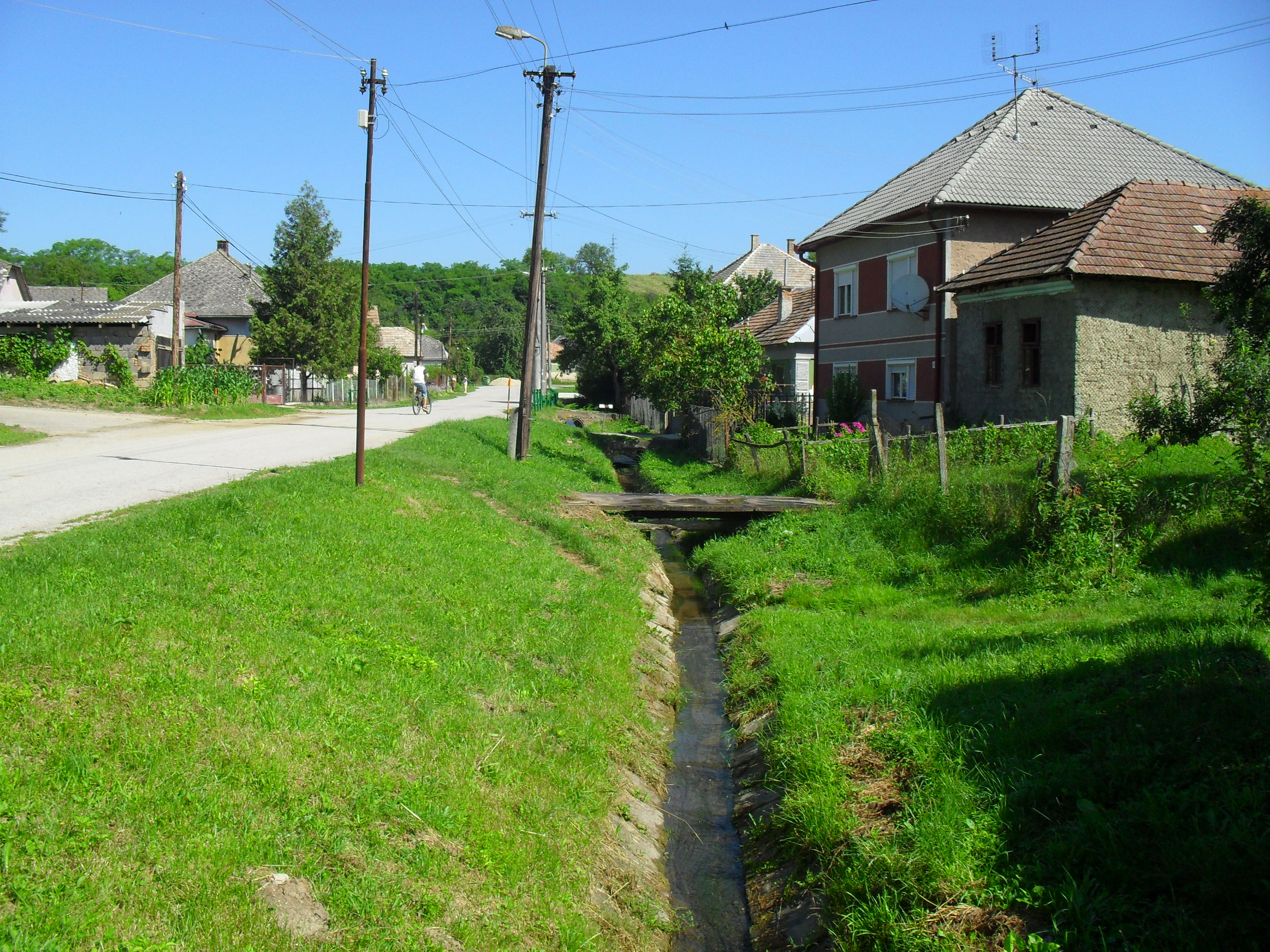
Utcakép (Felsőkálosa)

## Külső hivatkozások
- Hivatalos oldal
- Községinfó
- E-obce.sk Archiválva 2007. december 8-i dátummal a Wayback Machine-ben